# أفان لو كومت
أفان لو كومت (بالفرنسية: Avesnes-le-Comte)‏ هي بلدية فرنسية تقع في إقليم باد كاليه من منطقة نور با دو كاليه في شمال فرنسا. تبلغ مساحة هذه المدينة 9.38 (كم²)، وترتفع عن سطح البحر 152 م، يبلغ عدد سكانها 2085 نسمة حسب إحصاء المعهد الوطني للإحصاء والدراسات الاقتصادية سنة 2009 م. وترأس Jean Picque البلدية خلال فترة (2008-2014).